# Кусіро (провінція)
Провінція Кусіро (яп. 釧路国 — кусіро но куні, "країна Кусіро") — історична провінція Японії на острові Хоккайдо, яка існувала з 1869 по 1882 роки. Відповідає сучасній області Кусіро і частині області Абасірі префектури Хоккайдо. 

## Повіти провінції Кусіро
- Абасірі 網尻郡
- Акан 阿寒郡
- Аккесі 厚岸郡
- Асьоро 足寄郡
- Кавакамі 川上郡
- Кусіро 釧路郡
- Сіранука 白糠郡